# Horno de porcelana

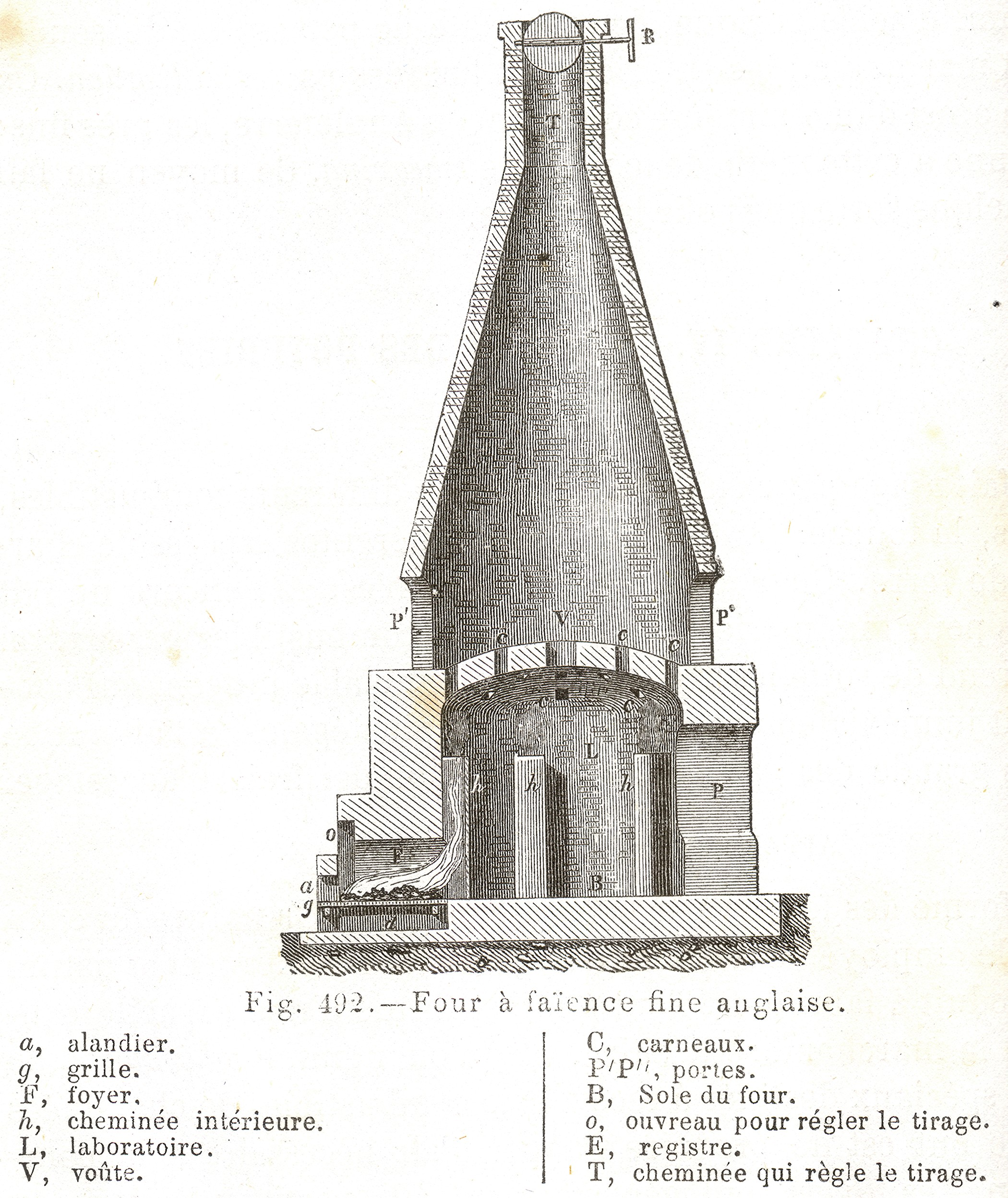
Primitivo horno de porcelana inglesa.

El horno de porcelana es un tipo de horno de reverbero vertical utilizado para cocer porcelana. Su interior está dividido por bóvedas planas en tres pisos, los dos inferiores con cuatro hogares dispuestos alrededor y calentados con leña. Cada piso tiene su puerta para introducir la carga y para la descarga de las piezas horneadas. En el piso superior, donde la temperatura es menos elevada porque no hay hogares se pone la porcelana cruda a bizcochar (primera cocción). En los otros dos, donde el fuego es más fuerte, se ponen las piezas a cocer con la cubierta. 